# オダレンゴ・ピッコロ
オダレンゴ・ピッコロ（伊: Odalengo Piccolo）は、イタリア共和国ピエモンテ州アレッサンドリア県にある、人口約200人の基礎自治体（コムーネ）。

## 地理

### 位置・広がり
| 隣接するコムーネは以下の通り。 - アルフィアーノ・ナッタ - カステッレット・メルリ - チェッリーナ・モンフェッラート - オダレンゴ・グランデ - ヴィッラデアーティ |

### 地震分類
イタリアの地震リスク階級 (it) では、4 に分類される
。

## 行政

### 分離集落
オダレンゴ・ピッコロには、以下の分離集落（フラツィオーネ）がある。
- Vicinato, Pessine, Palmaro, Case Marco